# Parishes van Saint Vincent en de Grenadines
Saint Vincent en de Grenadines is bestuurlijk onderverdeeld in zes parishes.
| Parish                         | Hoofdstad      | Opp. (km²) | Inw. (2000) | Inw./km² | Kaart                                       |
| ------------------------------ | -------------- | ---------- | ----------- | -------- | ------------------------------------------- |
| Charlotte                      | Georgetown     | 149        | 38.000      | 255      | Parishes van Saint Vincent en de Grenadines |
| Grenadines                     | Port Elizabeth | 43         | 9.200       | 214      | Parishes van Saint Vincent en de Grenadines |
| Saint Andrew                   | Layou          | 29         | 6.700       | 231      | Parishes van Saint Vincent en de Grenadines |
| Saint David                    | Chateaubelair  | 80         | 6.700       | 84       | Parishes van Saint Vincent en de Grenadines |
| Saint George                   | Kingstown      | 52         | 51.400      | 989      | Parishes van Saint Vincent en de Grenadines |
| Saint Patrick                  | Barrouaillie   | 37         | 5.800       | 157      | Parishes van Saint Vincent en de Grenadines |
| Saint Vincent en de Grenadines | Kingstown      | 390        | 117.800     | 302      | Parishes van Saint Vincent en de Grenadines |